# Belize aux Jeux olympiques d'été de 1996
Le Belize a participé aux Jeux olympiques d'été pour septième fois aux Jeux olympiques d'été de 1996 à Atlanta n'y remportant aucune médaille.

## Engagés beliziens par sport

### Athlétisme
- Marathon hommes
  - Eugene Muslar : 2 h 51 min 41 s (109e place)

- Triple saut dames
  - Althea Gilharry : Qualifications : 12,78 m (non qualifiée)

### Cyclisme
- Course en ligne dames
  - Camille Solis : Finale : n'a pas terminé la course (disqualifiée)